# 천문동

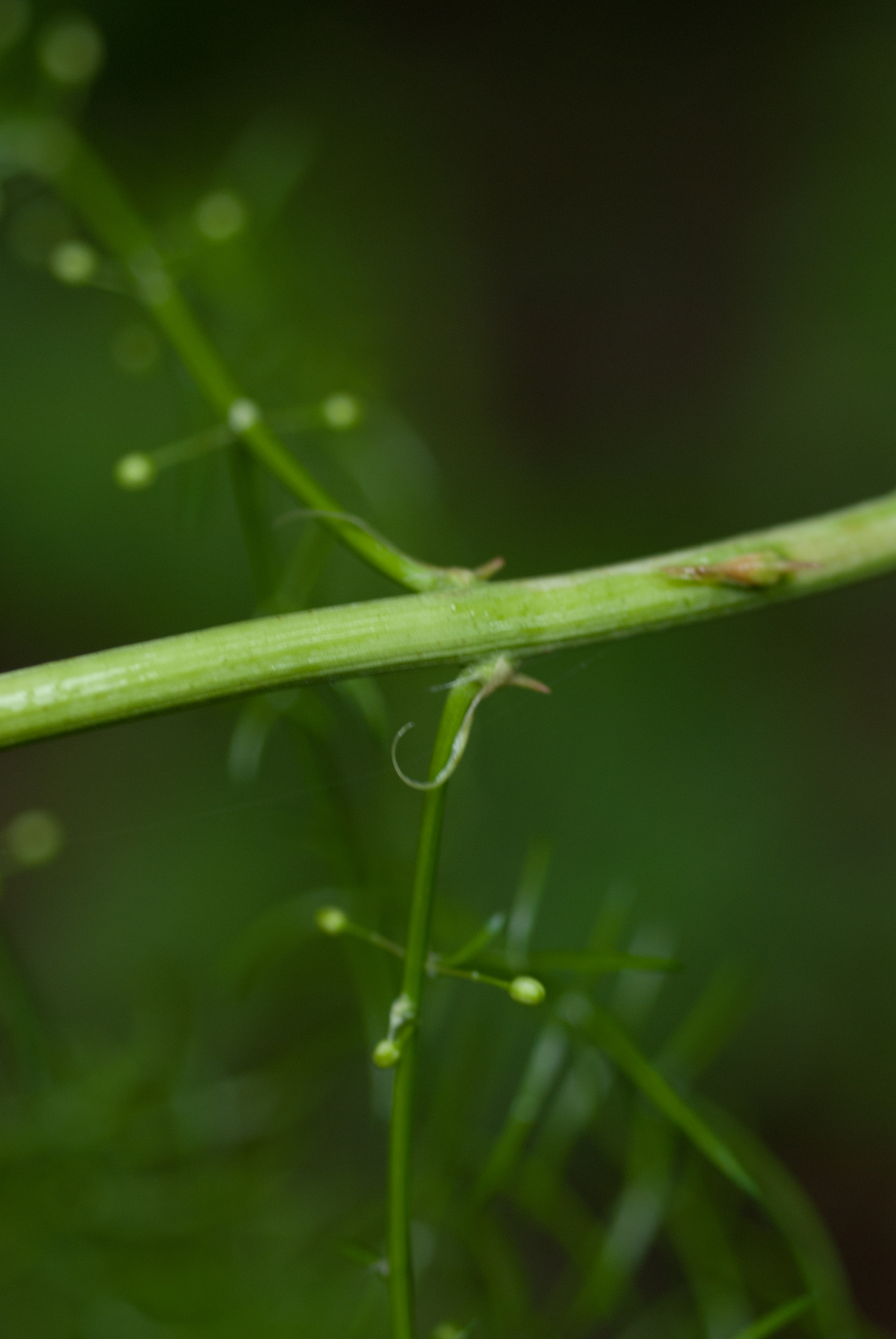

천문동(天門冬), 호라지좆은 비짜루과(아스파라거스과)의 여러해살이풀로 학명은 Asparagus cochinchinensis이다. 하늘의 문을 여는 신비의 약초, 정신이 맑아지고 몸이 가벼워져 신선처럼 하늘로 오를 수 있게 한다고 알려져 천문동이라고 하였다.

## 분포
한국·중국·일본 등지에 분포하는 여러해살이풀로 주로 바닷가에서 자란다.

## 특징
뿌리줄기는 짧고 많은 방추형의 뿌리가 사방으로 퍼진다. 줄기는 길이 1-2m이고 아래로 향한 가시가 달린 것이 특징이며 덩굴성이고 잎같이 생긴 가지는 1-3개씩 달리며 활처럼 굽는다. 꽃은 5-6월에 피고 잎겨드랑이에 1-3개씩 달리며 연한 황색이고 작은꽃줄기는 중앙에 관절이 있으며 꽃잎의 길이와 비슷하다. 꽃잎과 수술은 6개씩이고 암술대는 3개이다.

## 이용
열매는 둥글고 지름 6mm 정도이며 흰빛으로 성숙하고 검은 종자가 1개 들어 있다. 연한 순을 식용하며 뿌리를 진해·이뇨·강장제로 사용한다. 피로 회복, 기침 등에 효과가 있으나 몸이 차고 장이 나빠 설사하는 사람에게는 쓰지 못한다. 한방에서 갈근, 감초, 오미자, 의인 등과 함께 당뇨병을 치료하는 약재로 사용한다.